# Rock in a Hard Place
Rock In A Hard Place es el séptimo álbum de estudio de la banda estadounidense de Hard rock Aerosmith. Fue lanzado al mercado en 1982. Es el único disco de la agrupación en el que no participa el guitarrista Joe Perry, que había abandonado en 1979, mientras Brad Whitford haría lo mismo en 1981, durante la grabación de este álbum. Los reemplazantes fueron Jimmy Crespo y Rick Dufay, respectivamente.

## Lista de canciones
| N.º | Título                                | Escritor(es)                           | Duración |  |
| 1.  | «Jailbait»                            | Steven Tyler, Jimmy Crespo, Rick Dufay | 4:38     |  |
| 2.  | «Lightning Strikes»                   | Tyler, Crespo, Richard Supa            | 4:26     |  |
| 3.  | «Bitch's Brew»                        | Tyler, Crespo                          | 4:14     |  |
| 4.  | «Bolivian Ragamuffin»                 | Tyler, Crespo                          | 3:32     |  |
| 5.  | «Cry Me a River»                      | Arthur Hamilton                        | 4:06     |  |
| 6.  | «Prelude to Joanie»                   | Tyler                                  | 1:21     |  |
| 7.  | «Joanie's Butterfly»                  | Tyler, Crespo, Jack Douglas            | 5:35     |  |
| 8.  | «Rock in a Hard Place (Cheshire Cat)» | Tyler, Crespo, Douglas                 | 4:46     |  |
| 9.  | «Jig Is Up»                           | Tyler, Crespo                          | 3:10     |  |
| 10. | «Push Comes to Shove»                 | Tyler                                  | 4:28     |  |

## Personal
- Jimmy Crespo - guitarra
- Tom Hamilton - bajo
- Joey Kramer - batería
- Steven Tyler - voz
- Rick Dufay - guitarra